# 16
16 (XVI) var ett skottår som började en onsdag i den julianska kalendern.

## Händelser

### Okänt datum
- En romersk här på 90 000 män, under befäl av Germanicus, vinner en seger vid Idistaviso, där den germanske hövdingen Arminius besegras och dennes hustru Thusnelda tas tillfånga, varvid man också återtar de förlorade örnarna från Varus' legioner.
- Norikaner, som har slagit sig samman med pannonierna och invaderat Histria, besegras av Publius Silius, prokonsul av Illyricum.
- Ovidius Epistulae ex Ponto publiceras.

## Födda
- 16 september
  - Iulia Drusilla, dotter till Germanicus och Agrippina den äldre (död 38)
  - Samual Yare, druid från Bretagne, assistent till den romerske kejsaren 100–126
- 6 november – Agrippina den yngre, romersk kejsarinna (eller 15) (död 59)

## Avlidna
- Scribonia, andra hustru till Augustus och mor till Julia (möjligen detta år)